# Армстронг (Айова)
Армстронг (англ. Armstrong) — місто (англ. city) в США, в окрузі Еммет штату Айова. Населення — 875 осіб (2020).

## Географія
Армстронг розташований за координатами 43°23′40″ пн. ш. 94°29′0″ зх. д. / 43.39444° пн. ш. 94.48333° зх. д. (43.394410, -94.483206).  За даними Бюро перепису населення США в 2010 році місто мало площу 2,27 км², уся площа — суходіл.

## Демографія
Згідно з переписом 2010 року, у місті мешкало 926 осіб у 403 домогосподарствах у складі 257 родин. Густота населення становила 408 осіб/км².  Було 439 помешкань (194/км²).
Расовий склад населення:
| - 97,8 % — білих - 0,4 % — корінних американців - 0,4 % — азіатів |

До двох чи більше рас належало 1,3 %. Частка іспаномовних становила 0,6 % від усіх жителів.
За віковим діапазоном населення розподілялося таким чином: 20,8 % — особи молодші 18 років, 53,9 % — особи у віці 18—64 років, 25,3 % — особи у віці 65 років та старші. Медіана віку мешканця становила 49,0 року. На 100 осіб жіночої статі у місті припадало 97,4 чоловіків;  на 100 жінок у віці від 18 років та старших — 92,9 чоловіків також старших 18 років.
Середній дохід на одне домашнє господарство  становив 52 037 доларів США (медіана — 47 000), а середній дохід на одну сім'ю — 65 168 доларів (медіана — 66 750). За межею бідності перебувало 7,2 % осіб, у тому числі 4,6 % дітей у віці до 18 років та 10,0 % осіб у віці 65 років та старших.
Цивільне працевлаштоване населення становило 458 осіб. Основні галузі зайнятості: освіта, охорона здоров'я та соціальна допомога — 31,2 %, виробництво — 28,4 %, транспорт — 6,8 %, роздрібна торгівля — 5,0 %.